# Cap-Chat
Pour les articles homonymes, voir Cap-Chat (homonymie).
Cap-Chat est une municipalité située dans la municipalité régionale de comté (MRC) de La Haute-Gaspésie dans la région administrative de la Gaspésie–Îles-de-la-Madeleine au Québec au Canada. La ville de Cap-Chat actuelle a été constituée le 15 mars 2000 par le regroupement de la ville de Cap-Chat et de la municipalité de Capucins. Le recensement de 2021 y dénombre 2 516 habitants.

## Toponymie

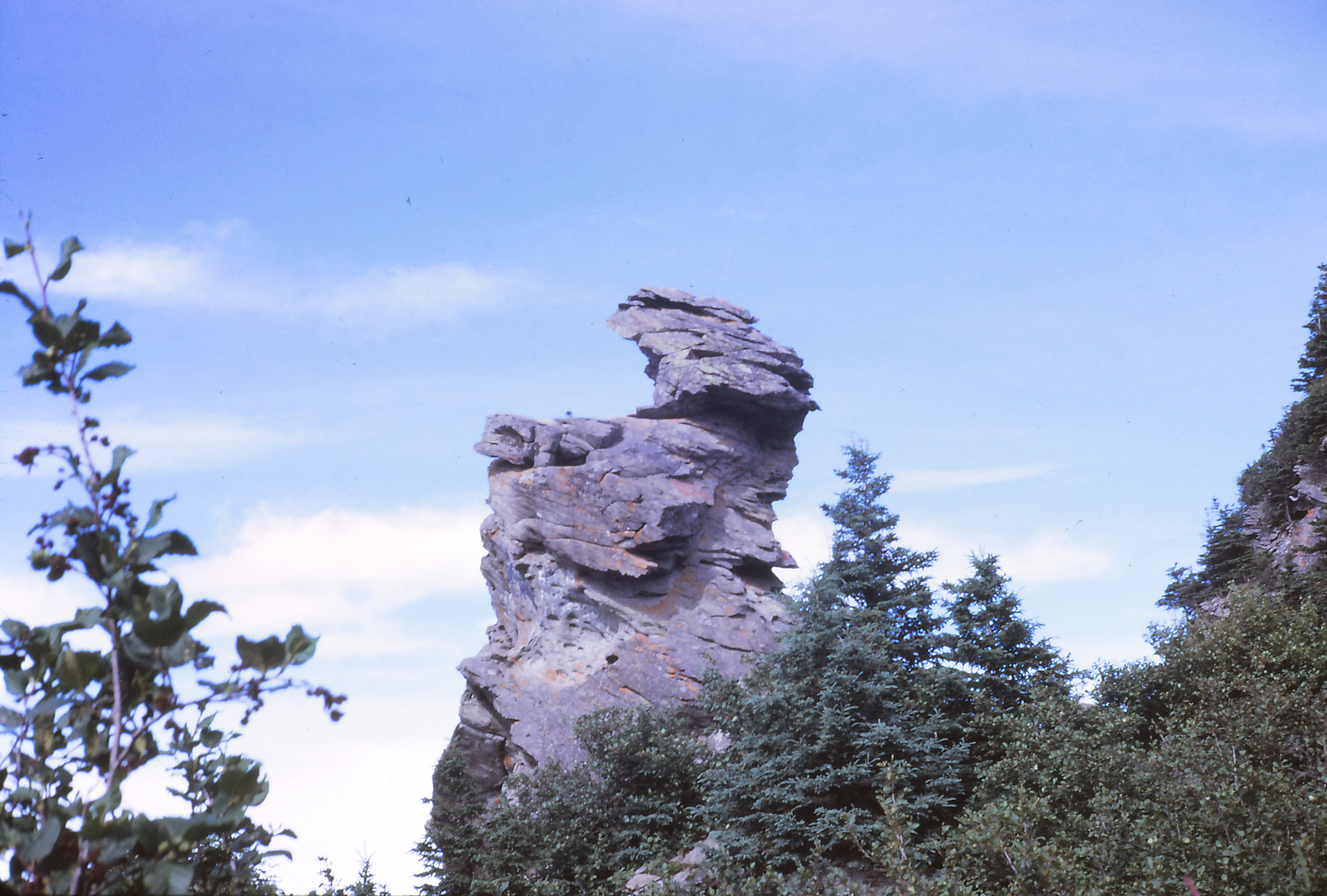
Rocher Le Chat à Cap-Chat.

Il existe deux théories quant à l'origine du nom de la localité. La première est toute simple : le Cap-Chat, rocher ressemblant à un chat selon certains, en serait la souche. D'ailleurs, selon une légende, un chat se promenant sur la grève, tuait et dévorait de nombreux animaux. La fée-chat, passant par là, l'accuse d'avoir dévoré sa progéniture et le transforme en rocher pour l'éternité. Par contre, l'hypothèse la plus plausible y voit la déformation du nom d'Aymar de Chaste, lieutenant général de la Nouvelle-France en 1603,.

## Histoire

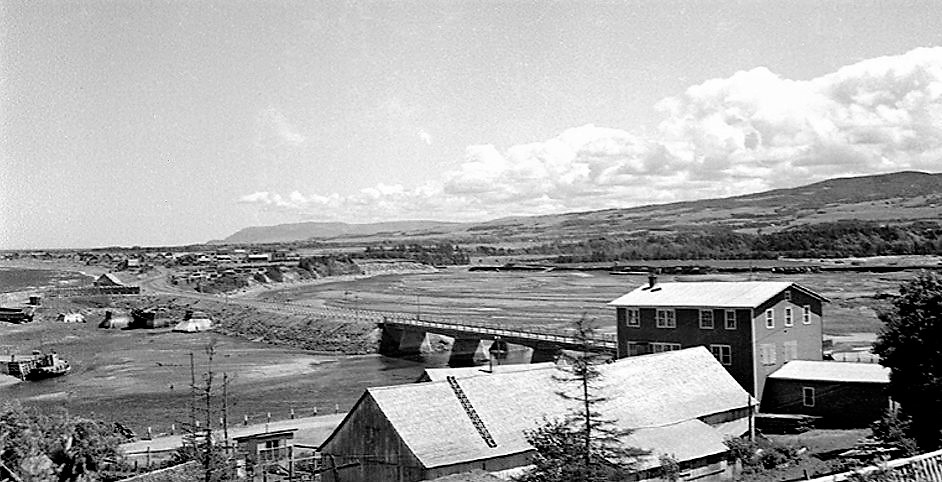
Pont du village sur la rivière Cap-Chat à Cap-Chat en 1943.

Le nom de Cap-Chat est désigné pour la première fois sur une carte en 1612 sous le nom de « cap de Chate » par Samuel de Champlain. Le 28 mars 1668, Denis Riverin reçut en concession le fief de Cap-Chat. Il y exploita surtout la pêche au saumon.
C'est en 1836 que six familles vinrent s'établir à Cap-Chat suivies par d'autres par la suite. Une mission catholique y était desservie à partir de Sainte-Anne-des-Monts. En 1842, le canton de Cap-Chat fut officiellement érigé.
Le 12 mai 1864, la paroisse catholique fut érigée canoniquement sous le nom de Saint-Norbert et son premier curé fut l'abbé Louis-Nicolas Bernier. La paroisse comprenait alors 600 habitants.
En 1871, à la suite de nombreux naufrages, un phare fut érigé à Cap-Chat. En 1878, les compagnies forestières Richardson et Russell s'installèrent à Cap-Chat en recevant une concession de 777 km2 pour l'exploitation du bois à destination de l'Angleterre.
Le 27 décembre 1884, un avis parut à la Gazette officielle du Québec, officialisant l'érection de la paroisse en municipalité, sous le nom de municipalité de St-Norbert-du-Cap-Chatte, par détachement de la municipalité de Ste-Anne-des-Monts. 
En 1899, Cap-Chat comprenait une population de 1 200 habitants.
En 1916, le curé Louis-Octave Caron fit construire une église, puis, en 1928, un presbytère.
Le 6 avril 1926, la municipalité du village de Cap-Chat se détacha de la municipalité de St-Norbert-du-Cap-Chatte.
En 1930, Cap-Chat avait une population de 2 300 habitants.
Le 25 mai 1957, la municipalité de St-Norbert-du-Cap-Chatte devint la municipalité de la paroisse de St-Norbert-du-Cap-Chat.
Le 19 octobre 1968, la municipalité de la paroisse et la municipalité du village fusionnèrent pour constituer la ville de Cap-Chat.

### Origines de Capucins
En 1859, Hippolyte Côté devint le premier à s'établir dans la baie des Capucins qui était fréquentée par des pêcheurs saisonniers depuis les années 1830 et il est suivi, l'année suivant, par une dizaine d'autres familles. C'est ainsi que, en novembre 1875, la paroisse catholique de Saint-Paul-des-Capucins fut érigée canoniquement. En 1915, la municipalité de Capucins est officiellement créée.
Au début du XXe siècle, l'élevage du porc devint la principale activité économique de Capucins, surtout pour alimenter les postes de la Côte-Nord. La culture de la pomme de terre et de l'orge était également importante afin de nourrir les porcs.

### Histoire récente
Le 15 mars 2000, la ville de Cap-Chat et la municipalité de Capucins ont été amalgammées pour former la ville actuelle.

## Géographie
Cap-Chat est situé sur la rive sud du fleuve Saint-Laurent sur la péninsule gaspésienne à 480 km au nord-est de Québec et à 215 km à l'ouest de Gaspé. La rivière Cap-Chat traverse la municipalité du sud au nord pour se jeter dans l'estuaire maritime du Saint-Laurent.
La confluence de la Petite rivière Cap-Chat avec la rivière Cap-Chat est situé au centre de la municipalité. La Rivière des Grands Capucins se jette dans la baie des Capucins à Baie-des-Capucins, un hameau au nord-ouest de la municipalité.

## Démographie

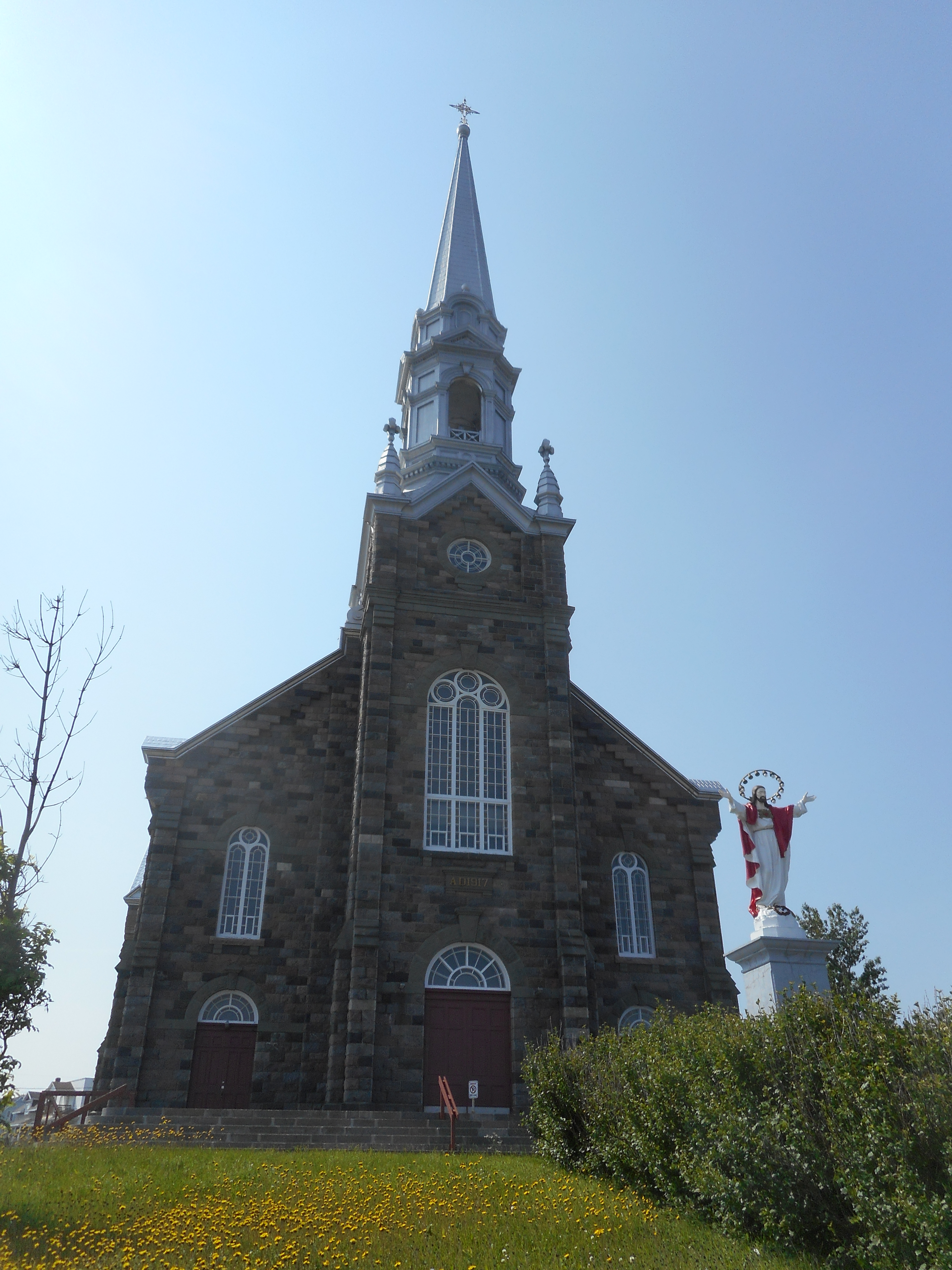
Église de Cap-Chat.

| 1996  | 2001  | 2006  | 2011  | 2016  | 2021  |
| ----- | ----- | ----- | ----- | ----- | ----- |
| 3 127 | 2 913 | 2 777 | 2 623 | 2 476 | 2 516 |

## Économie

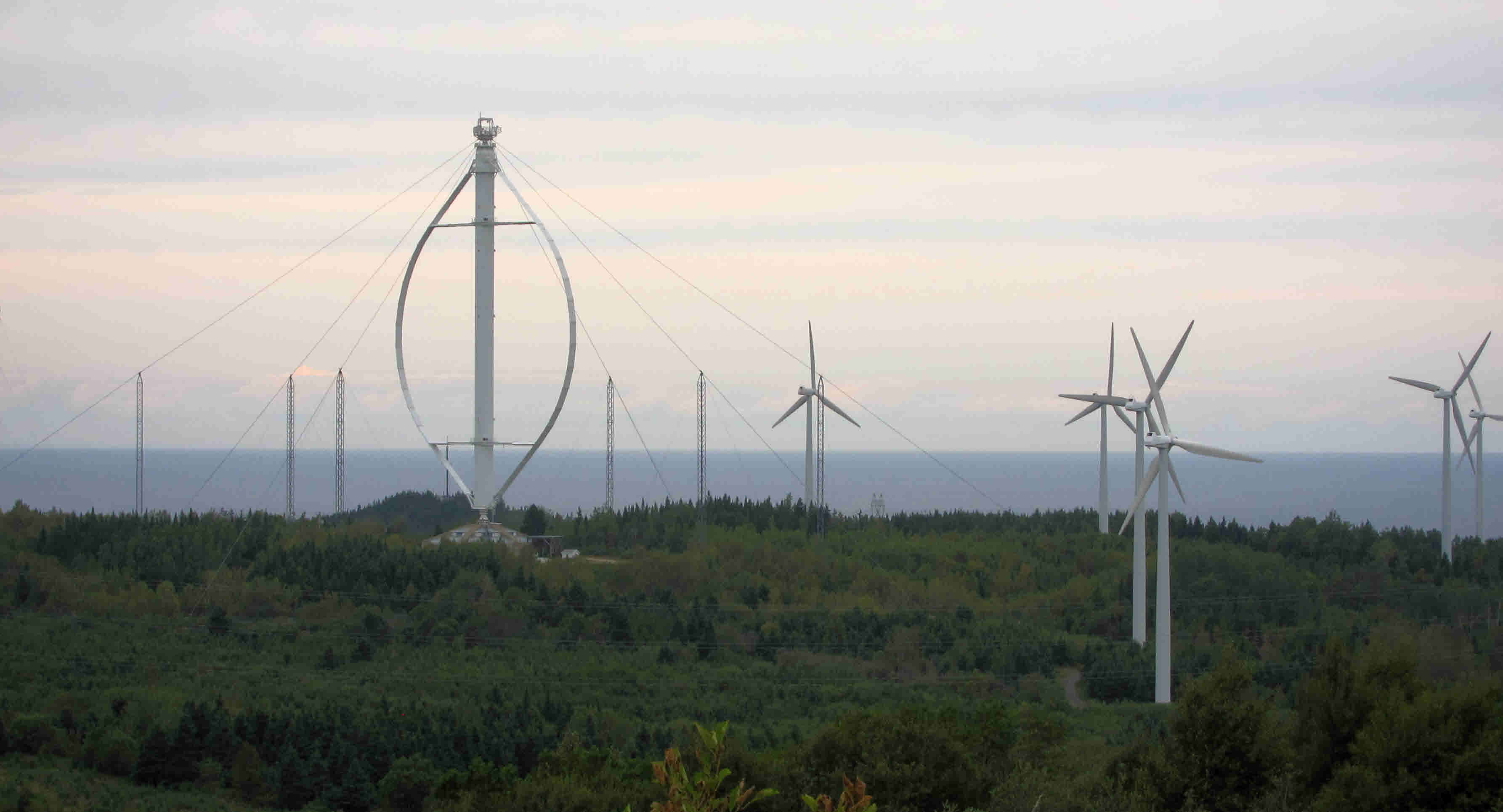
Éole, la plus haute éolienne à axe vertical au monde avec une hauteur de 110 m.

Cap-Chat est connu pour la production d'énergie éolienne. On y trouve une partie du parc éolien Le Nordais, l'autre partie étant à Matane, qui comprend 74 éoliennes à Cap-Chat. À l'est du parc, se trouve Éole, la plus haute éolienne à axe vertical au monde avec une hauteur de 110 m.

## Administration
Les élections municipales se font en bloc pour le maire et les six conseillers.
| Cap-Chat Maires depuis 2003                                                                                          |               |         |          |
| Élection | Maire         | Qualité | Résultat |
| 2003 | Judes Landry  |         | Voir     |
| 2005 | Judes Landry  | Voir    |          |
| 2009 | Judes Landry  | Voir    |          |
| 2013 | Judes Landry  | Voir    |          |
| 2017 | Marie Gratton |         | Voir     |
| 2021 | Marcel Soucy  |         | Voir     |
| Élection partielle en italique Depuis 2005, les élections sont simultanées dans toutes les municipalités québécoises |               |         |          |

## Hommage
La ville de Val-Bélair, maintenant fusionnée avec la ville de Québec a nommé Cap-Chat l'une de ses rues en 1993.

## Galerie

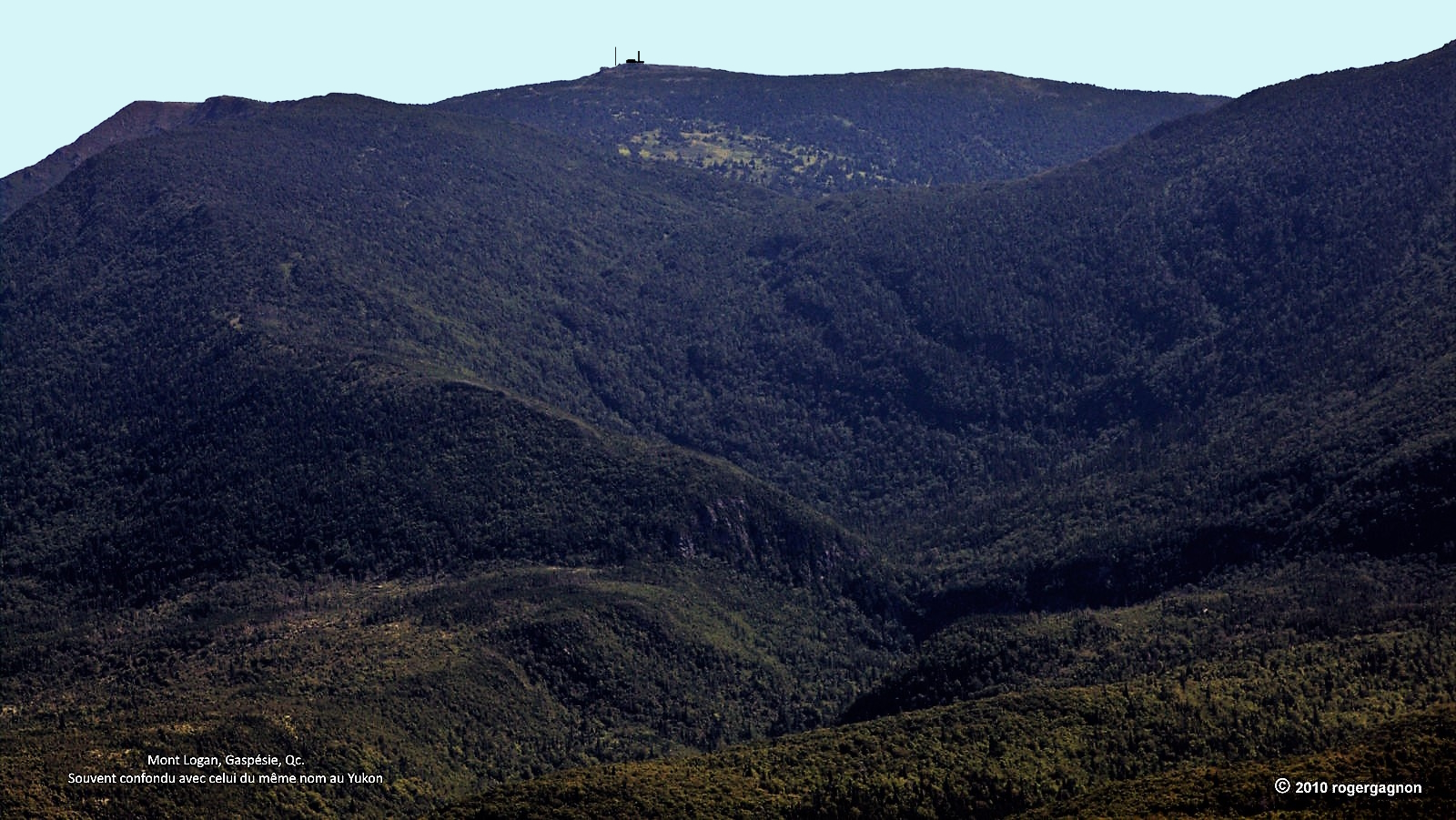

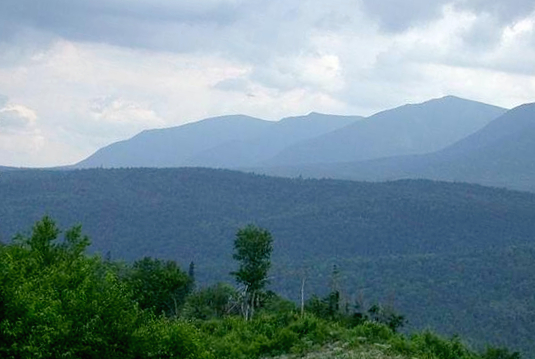
L'arrière-pays.
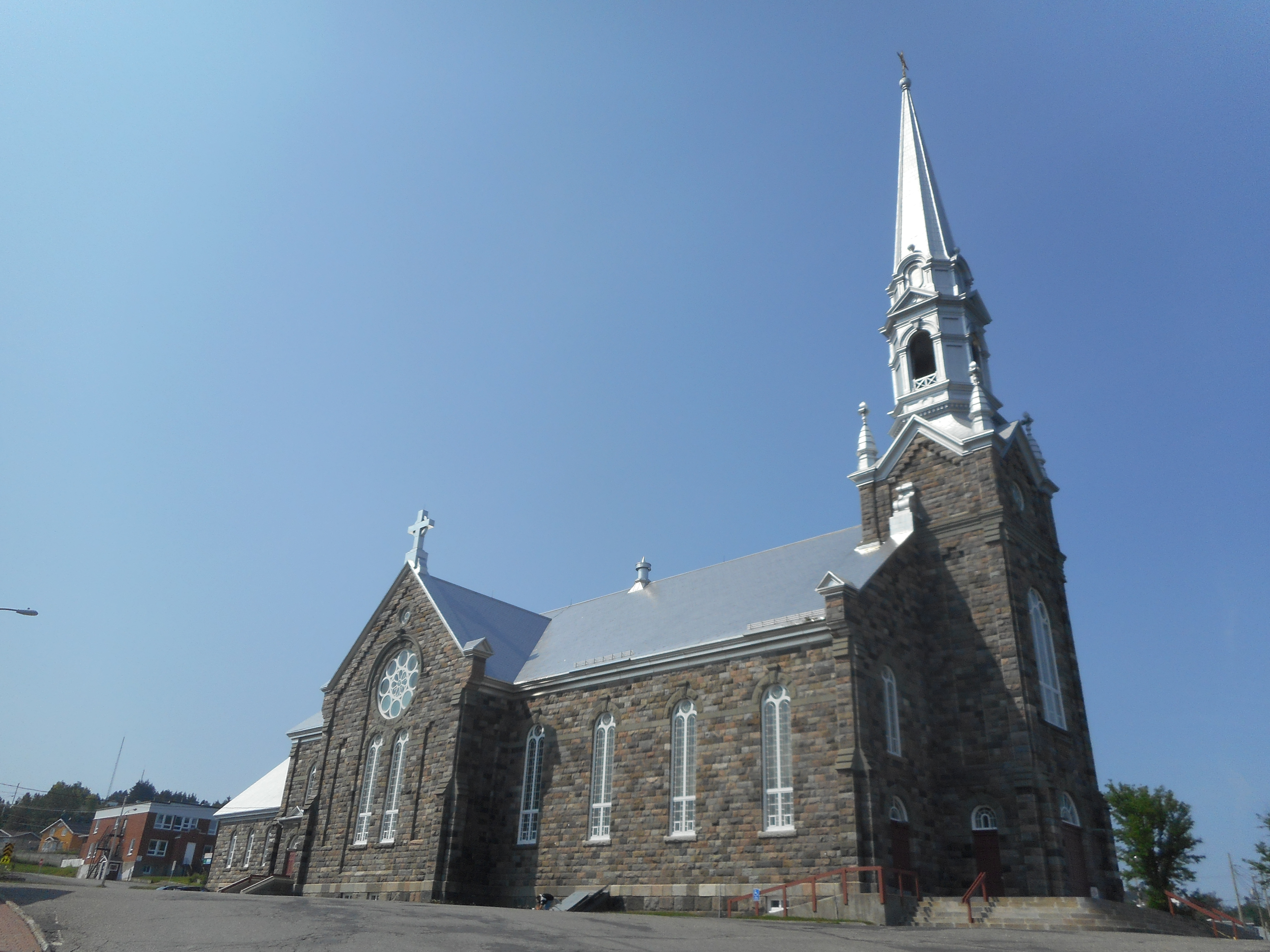
L'église.
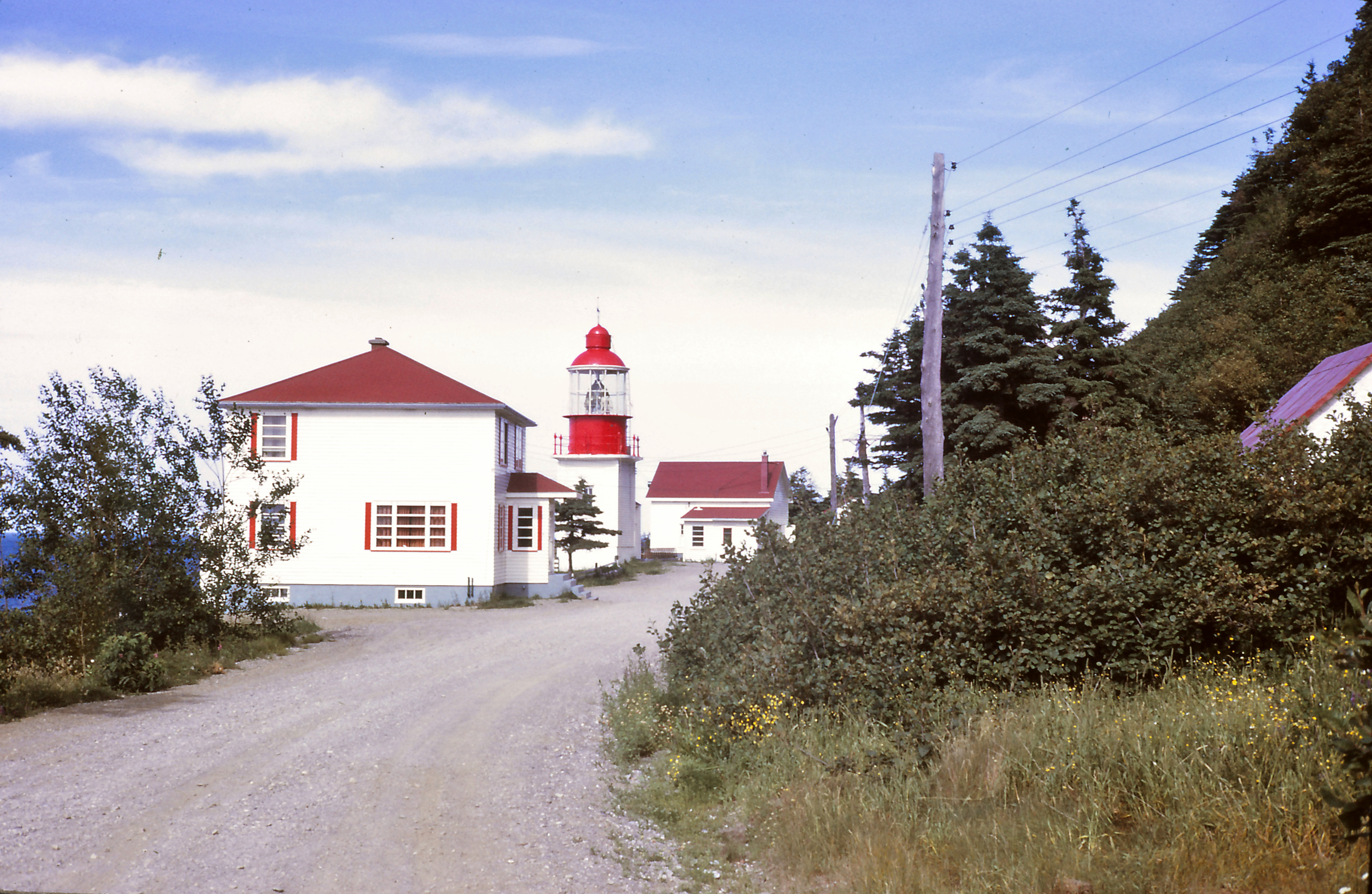
Le phare.
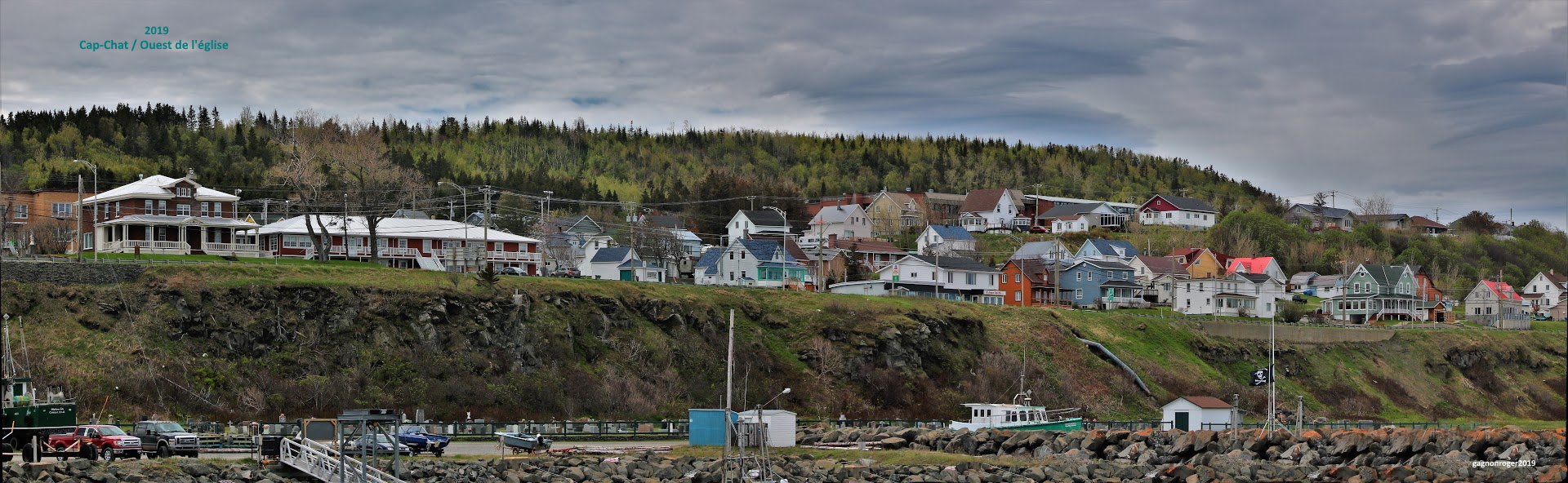
Cap-Chat à l'ouest de l'église.

## Personnalités

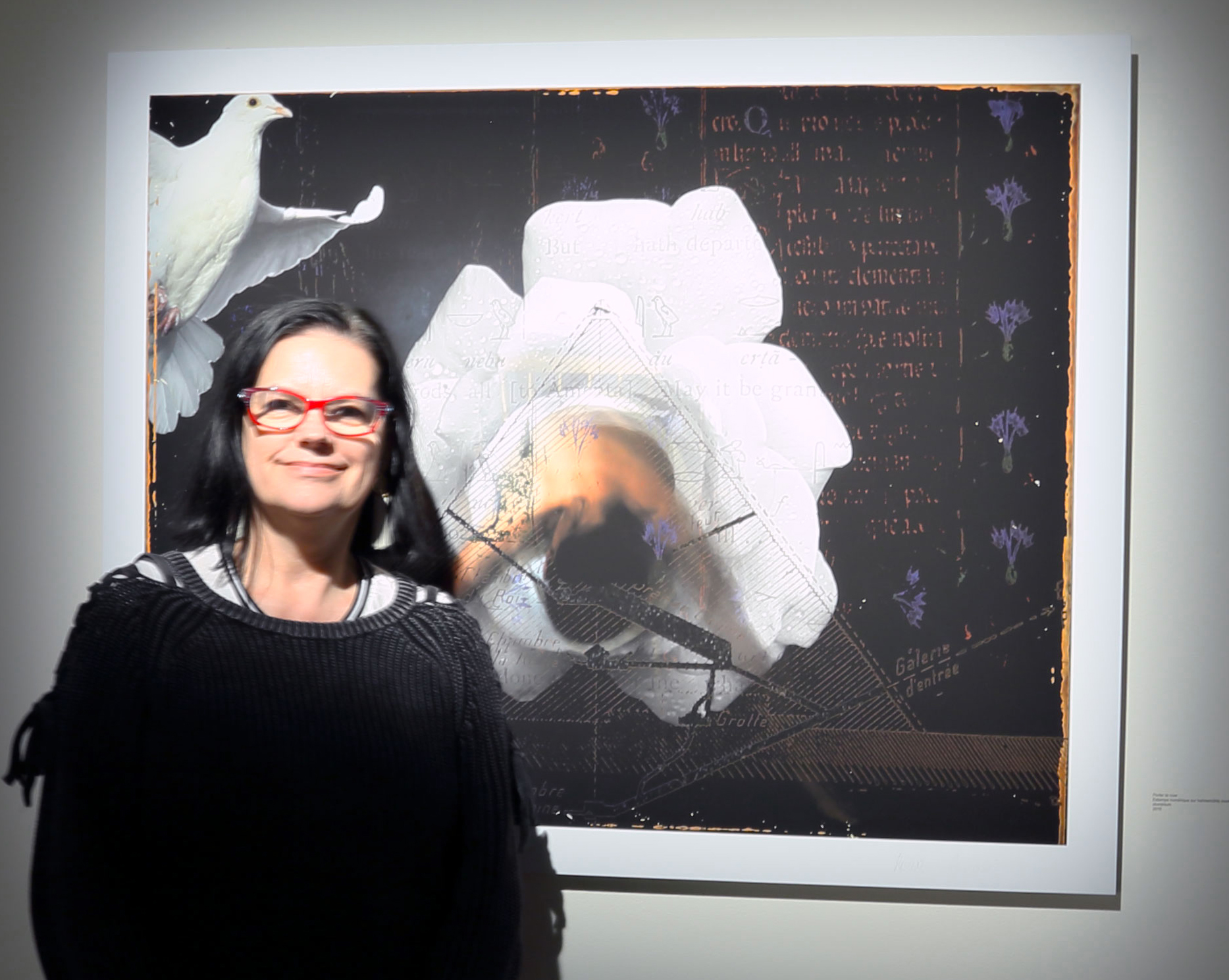
Renée Chevalier.

- Blanche Lamontagne, poétesse et écrivaine de fiction
- Renée Chevalier, peintre
- François Gagnon, homme politique
- Patrice Michaud, auteur-compositeur-interprète
- Gustave Roy, chirurgien, médecin et homme politique
- Sasseville Roy, homme d'affaires et homme politique
- Kathleen Sergerie, chanteuse populaire